# Heinrich Weigelt
Heinrich David Weigelt (* im 19. Jahrhundert; † 7. November 1885  in Oberlautersdorf/Oberlausitz) war ein deutscher Richter und Politiker.

## Leben
Weigelt studierte 1822 bis 1825 Staats- und Rechtswissenschaften in Leipzig. 1845 wurde er Advokat und Stadtschreiber beim Justiz- und Rentamt Burgk. 1847 wurde er dort Akzessist und 1849 interimistischer Bürgermeister in Burgk. Zum 1. Januar 1849 wurde er auch als Advokat im Fürstentum Reuß älterer Linie zugelassen. 1850 wurde er Amtsaktuar in Burgk, 1854 Amtskommissar und zum 15. September 1860 Amtmann. Mit der Trennung der Rechtsprechung von der Verwaltung wurde er zum 1. Oktober 1868 Vorsteher des Justizamtes Burgk. Am 1. Juli 1876 wurde er Kreisgerichtsrat am Kreisgericht Zeulenroda und später Landgerichtsrat am Landgericht Greiz. Zum 1. Oktober 1883 wurde er in den Ruhestand versetzt.

## Politik
Er vertrat reaktionär-konservative Positionen. Während der Revolution von 1848/1849 in Reuß älterer Linie war er vom 25. Juni 1849 bis zum 4. Juli 1851 Abgeordneter im Beratungslandtag. Vom 6. August 1867 bis zum 31. Dezember 1870 war er Abgeordneter im Greizer Landtag und dort vom 10. Dezember 1867 bis zum 31. Dezember 1870 Vizelandtagspräsident.